# Seminare
«Seminare» es una canción de la banda argentina Serú Girán, escrita por Charly García y cantada por David Lebón. Publicada como sencillo en 1978 por Sazam Records (subsidiaria del sello Music Hall), es considerada una de las mejores canciones del rock argentino, y fue elegida como la mejor canción de ese mismo año. Además, ha sido interpretada en la mayoría de los recitales de la banda, e incluso apareciendo en los discos No llores por mí, Argentina de 1982, y luego en Yo no quiero volverme tan loco en el año 2000.

## Nombre
El primer nombre que tuvo la canción, con la melodía de una ópera que García compuso en la secundaria, fue «La calle de la sensación». Sin embargo, al igual que ocurrió con «Eiti Leda» (que se llamaba «Nena»), se llamó «Seminare» para adaptarse al lenguaje inventado por García y Lebón.

## Composición
La canción fue compuesta antes de formar el grupo, cuando Charly García y David Lebón tuvieron una fugaz residencia en Búzios, Brasil.

## Sencillo
| Lado A |                               |               |          |  |
| N.º    | Título                        | Escritor(es)  | Duración |  |
| 1.     | «Seminare» (Voz líder: Lebón) | Charly García | 03:32    |  |

| Lado B |                          |                             |          |  |
| N.º    | Título                   | Escritor(es)                | Duración |  |
| 1.     | «El mendigo en el andén» | Charly García y David Lebón | 03:42    |  |
| 07:14  |                          |                             |          |  |

## Créditos
- David Lebón: voz principal, coros y guitarra acústica
- Charly García: sintetizador, piano y coros
- Pedro Aznar: bajo sin trastes y coros
- Oscar Moro: batería